# Corythopis
Corythopis – rodzaj ptaków z podrodziny muchotyraników (Pipromorphinae) w rodzinie muchotyranikowatych (Pipromorphidae).

## Zasięg występowania
Rodzaj obejmuje gatunki występujące w Ameryce Południowej.

## Morfologia
Długość ciała 13,5–14 cm; masa ciała 14–18 g.

## Systematyka

### Etymologia
- Corythopis: gr. κορυθων koruthon, κορυθωνος koruthōnos „skowronek”, od κορυς korus, κορυθος koruthos „hełm”; ωψ ops, ωπος ōpos „wygląd”[6].
- Hylocentrites: gr. ὑλη hulē „teren lesisty, las”; genus Centrites Cabanis, 1847 (negrzyk)[7]. Gatunek typowy: Hylocentrites ambulator W. Bertoni, 1901 (= Muscicapa delalandi Lesson, 1831).

### Podział systematyczny
Do rodzaju należą następujące gatunki:
- Corythopis torquatus von Tschudi, 1844 – świergoczek obrożny
- Corythopis delalandi (Lesson, 1831) – świergoczek południowy